# Million Dollar More
Million Dollar More is een nabeschouwings praatprogramma van Prime Video voor het Nederlandse en later Vlaamse televisieprogramma Million Dollar Island. De nabeschouwing wordt in tegenstelling tot het programma Million Dollar Island zelf niet uitgezonden op televisie maar is te streamen via Amazon Prime Video. De presentatie van het programma is in handen van Giel de Winter.